# Rivière du Portage (Percé)
Pour les articles homonymes, voir Portage et Rivière du Portage.
La rivière du Portage (aussi appelée rivière Émeraude) coule dans le territoire non organisé de Mont-Alexandre (canton de Fortin) et dans la ville de Percé, dans la municipalité régionale de comté (MRC) Le Rocher-Percé, dans la région administrative de la Gaspésie-Îles-de-la-Madeleine, au Québec, au Canada.
La rivière du Portage est un affluent de la rive Ouest de la baie La Malbaie laquelle s'ouvre sur le littoral ouest du golfe du Saint-Laurent.

## Géographie
La rivière du Portage prend sa source de ruisseaux de montagne dans le 8e rang, dans le canton de Fortin, dans le territoire non organisé de Mont-Alexandre. Cette source est située à :
- 2,5 km au Nord de la limite du canton de Rameau (situé dans le territoire non organisé de Mont-Alexandre) ;
- 16,0 km à l'Ouest du pont de la route 132 enjambant la rivière du Portage près de sa confluence ;
- 23,4 km au Nord-Ouest de la pointe de la presqu'île de Percé.

À partir de sa source jusqu'à la confluence du ruisseau à la Loutre, la rivière du Portage coule dans une vallée encaissée ; puis elle traverse une plaine près du littoral. La rivière du Portage coule sur 24,8 km répartis selon les segments suivants :
- 1,8 km vers le sud-est dans le canton de Fortin, jusqu'à la confluence d'un ruisseau (venant du nord) et d'un autre (venant du sud) ;
- 1,3 km vers le sud-est, jusqu'à la confluence d'un ruisseau (venant du Nord-Est) ;
- 4,3 km vers le sud-est en recueillant les eaux de six ruisseaux, jusqu'à la limite de la municipalité de Percé ;
- 5,6 km vers le sud-est dans la municipalité de Percé, jusqu'à la confluence du ruisseau à la Loutre (venant du nord) ;
- 2,9 km vers l'est, jusqu'à la confluence d'un ruisseau (venant du sud) ;
- 1,8 km vers le nord-est, jusqu'à la confluence d'un ruisseau (venant du nord-ouest) ;
- 6,1 km vers le sud-est, jusqu'au pont de la route 132 (route des Pionniers) ;
- 1,0 km vers le nord-est, jusqu'à la confluence de la rivière[3].

La rivière du Portage se déverse sur la rive Sud-Ouest de la partie Sud du marais Bridgewater, dans le lieu-dit : La Grand-Mare, juste à côté de la confluence de la rivière Murphy. Ces deux confluences sont situées tout près (côté ouest) de la jetée du barachois de Malbaie, soit à :
- 1,2 km au sud de la confluence de la rivière Beattie ;
- 5,1 km au sud-est du pont de la route 132 (route des Pionniers) enjambant la rivière Malbaie ;
- 8,7 km au sud-est de la pointe de la presqu'île du village de Percé.

À marée basse, le courant de la rivière se déverse sur le grès du marais Bridgewater.

## Toponymie
Le toponyme : « rivière du Portage » a été officialisé le 5 décembre 1968 à la Commission de toponymie du Québec.

## Galerie

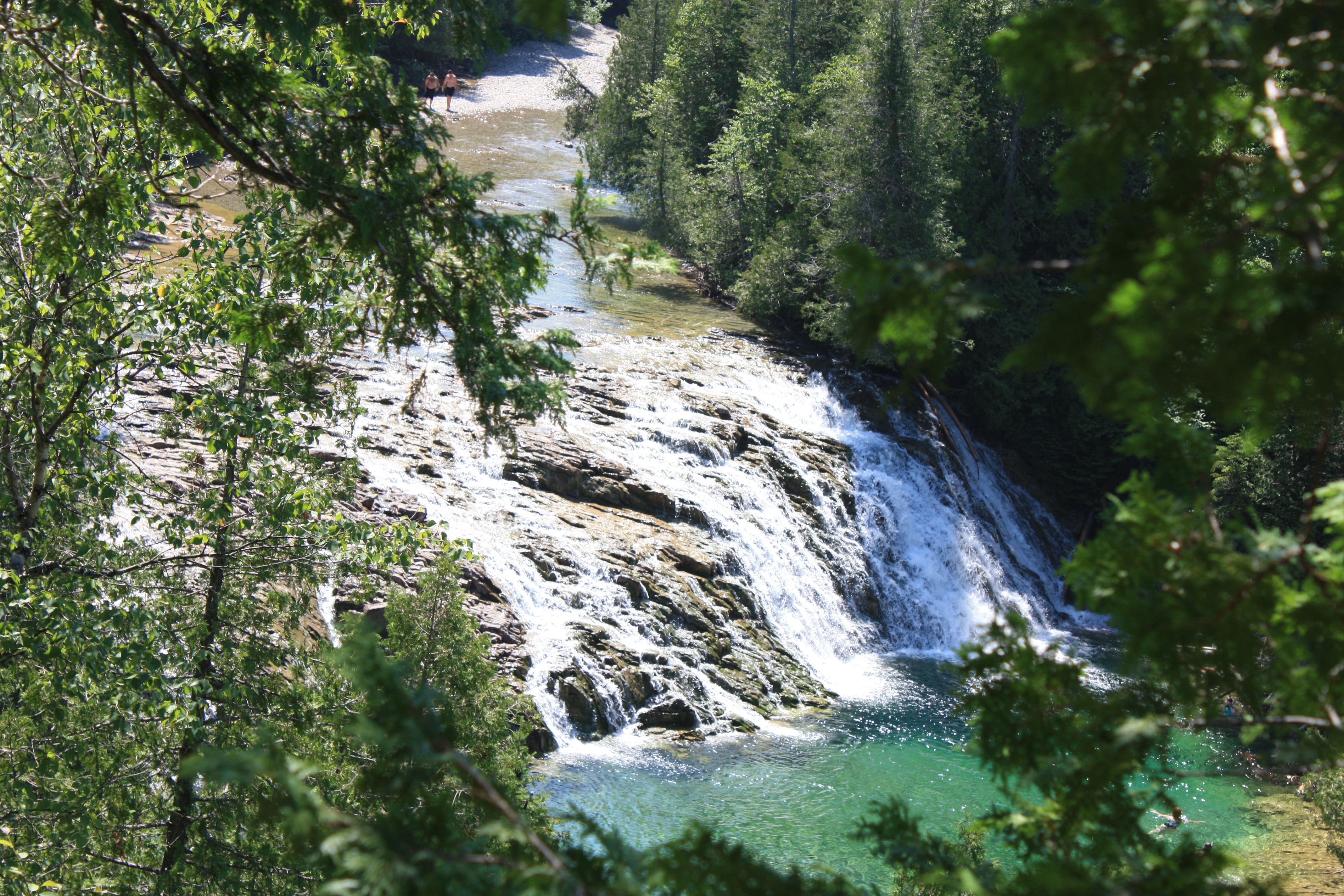
Rivière du Portage, proche de la chute
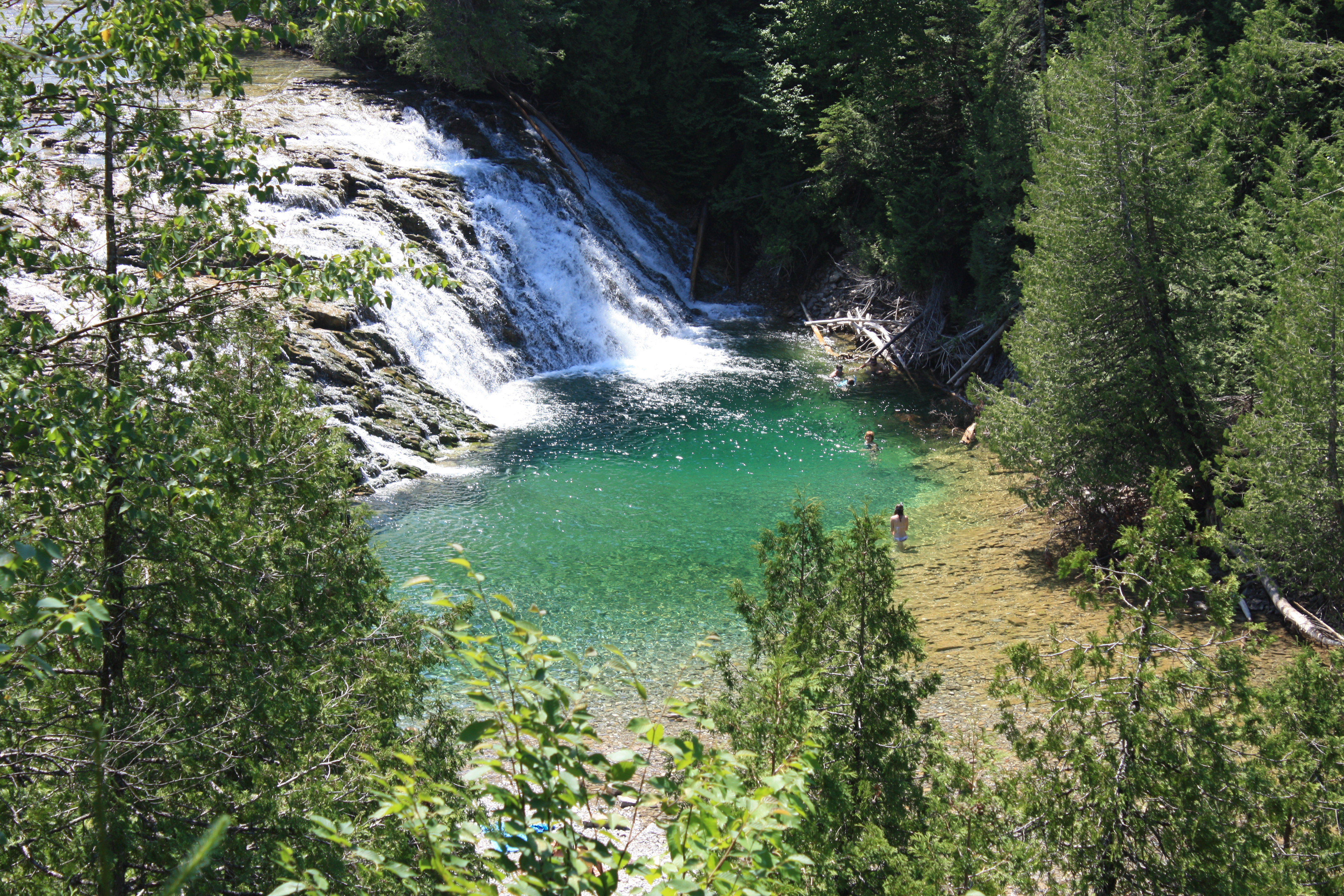
Chute de la rivière du Portage, désignée localement sous le nom chute de la rivière aux Émeraudes